# 志水透哉
志水透哉（日语：／ Shimizu Tōya，2011年1月18日—）是日本的童星。

## 经历
为了陪想成为模特的母亲的朋友，她应募参加了童星事务所“Courage”和儿童时尚杂志《LUCA》共同举办的“第2届Courage×杂志《LUCA》合作试镜”活动，从946封应募信中脱颖而出。
据说就算平时穿着睡衣也有做演员的状态，不过，亦被所属事务所的全体工作人员一致评价有像女孩子一样的脸和透明感。在获得大奖后，进入事务所并在演艺圈出道。
在电影《恋爱与谎言》中为北村匠海饰演的司马优翔配音、日本电视台系列电视剧《有钱人家鸟事多》中，为山田凉介饰演的北泽秀作配音，在富士电视台系列电视剧《海月姬》中为濑户康史饰演的鲤渊藏之助配音。
志水透哉为被称作帅哥的演员们饰演年幼、少年时期的角色配音作品较多，亦被日本网友称为“帅哥童星”。
最擅长哭泣的表演。